# Edema de papila

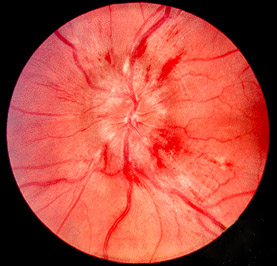
Foto que muestra el edema de papila, que es un disco óptico inflamado, presuntamente causado por el aumento de la presión intracraneal.

El término edema de papila se utiliza en medicina para designar el edema (descrito como de hinchazón o tumefacción) en la papila óptica.
El término papiledema deberá reservarse para cuando el edema sea consecuencia directa de un aumento de la presión intracraneal.

## Etiología y fisiopatología
La papila óptica está situada en el fondo del ojo y es el lugar por el cual el nervio óptico, todavía como axones intraoculares de las células ganglionares de la retina, abandona el globo ocular e inicia su camino hasta el cerebro.[cita requerida] El edema de papila puede no presentar síntomas al comienzo de su aparición, pero acaba por producir disminución de la visión, por el daño que causa a las fibras nerviosas del nervio óptico, que son las que transmiten la información visual.
El aumento de presión intracraneal está producido frecuentemente por la presencia de LOEs (lesiones ocupantes de espacio), por ejemplo tumores cerebrales o hematomas, típicamente tras un traumatismo craneoencefálico.
Más raramente casos se debe a un incremento en la producción de líquido cefalorraquídeo o una disminución en su reabsorción que puede estar originada por bloqueos en la circulación del mismo. A veces es la secuela de un proceso infeccioso como la meningitis que crea adherencias que impiden la adecuada reabsorción de este líquido. Puede ser una manifestación de la enfermedad de Wernicke.

## Signos y síntomas
Pese a que clásicamente se considera como el signo central del aumento de la PIC (presión intracraneal), este puede tardar horas hasta que se puede evidenciar en la exploración del fondo de ojo.
Puede haber cambios (de hecho es la presentación habitual) sin manifestaciones en la visión. El edema de papila genera un punto ciego que aumenta si no se actúa. El punto ciego aumenta en un patrón de "crecimiento concéntrico", aparece diplopía y en última instancia aparece la pérdida de visión.
Entre los signos y síntomas de edema de papila encontramos:
- Engrosamiento venoso (signo precoz)
- Perdida de pulsos venosos intraoculares
- Hemorragia de vasos sobre y alrededor del disco óptico
- Distorsión de los claros márgenes del disco
- Elevación de la papila

## Neuritis óptica
El edema de papila es el signo central para el diagnóstico de una neuritis óptica anterior. Dentro de esta, podemos diferenciar entre la neuritis óptica en pacientes jóvenes y la neuritis óptica del paciente añoso.
En el paciente joven típico es un niño después de la vacunación como proceso pseudoinfeccioso, es una neuritis autolimitada sin consecuencias en la visión en el largo plazo. Se soluciona a los pocos días como el resto de síntomas típicos de las vacunas.
Las neuritis ópticas en el paciente añoso suelen ser isquémicas y se clasifican por sus 2 etiologías:
- Neuritis óptica isquémica anterior arterítica (NOIA-A o NOIA arterítica), típica en mujeres de más de 65 años que en la analítica vemos elevación de los reactantes de fase aguda, en concreto la proteína C reactiva (PCR) y la velocidad de sedimentación globular (VSG). El tratamiento son corticoides (típicamente dexametasona) a dosis plenas (1g) intravenosos. El diagnóstico definitivo debe ser por biopsia de al arteria temporal mostrando una afectación parcheada, pueden ser necesarias varias biopsias por esta característica parcheada. El pronóstico no es bueno, la visión perdida no se recupera y el tratamiento se basa en no perder más visión, la ceguera es inevitable.
- Neuritis óptica isquémica anterior no arterítica (NOIA-NA o NOIA no arterítica), típica en varones entre 55-65 años, con múltiples factores de riego cardiovascular (HTA, DM tipo 2, fumadores, Sd metabólico, IMC>25 ...), que en un evento cardiovascular y culpa del mismo sufren esta neuritis. No existe tratamiento para esta patología y la única prevención es la misma que para disminuir el riesgo cardiovascular.

## Pseudopapiledema
Un diagnóstico diferencial a tener en cuenta es con el pseudopapiledema que, como su propio nombre indica, es algo que parece un papiledema pero no lo es. La diferencia pasa por comprobar la existencia de drusas mediante una OCT (tomografía de coherencia óptica). La prevalencia del pseudopapiledema es en torno al 1 %, pero en el estudio post mortem se ha llegado a describir hasta un 3 %. La prueba gold standard es la angiografía con fluoresceína intravenosa (FIV), que en caso de haber un papiledema verdadero mostrará fuga.

## Sinónimos
Papiledema, éstasis papilar, papila de éstasis.